# Czapeczka (genetyka)

Budowa końca 5' eukariotycznego mRNA (czapeczki)

Czapeczka, kapturek, kap (od ang. cap – „czapka”) – charakterystyczna dla jądrowców modyfikacja występująca na końcu 5' informacyjnego RNA (mRNA), a także małego jądrowego RNA (snRNA). Struktura czapeczki składa się z nietypowego nukleozydu: 7-metyloguanozyny, przyłączonej, również nietypowym dla kwasów nukleinowych, wiązaniem 5',5'-trójfosforanowym do końca 5' łańcucha RNA.

## Klasyfikacja
- Jeśli opisana powyżej struktura czapeczki nie ma dodatkowych modyfikacji, nazywana jest czapeczką 0 (lub kapem 0). Występuje ona głównie u niższych jądrowców i u roślin.
- U organizmów wyższych występują także dodatkowe modyfikacje struktury czapeczki. Najczęściej spotykanymi są metylacja grupy hydroksylowej w pozycji 2' rybozy w obrębie pierwszego (czapeczka 1) lub dwóch kolejnych (czapeczka 2) nukleozydów w łańcuchu mRNA. Czapeczka 2 występuje u człowieka.
- W niektórych snRNA oraz u nicienia Caenorhabditis elegans występuje czapeczka trójmetyloguanozynowa (kap TMG), w którym 7-metyloguanozyna jest dodatkowo podwójnie zmetylowana na atomie azotu reszty guaninowej w pozycji 2.
- Najbardziej zmodyfikowaną, z dotąd odkrytych, struktur czapeczki jest ta u prymitywnego eukarionta Leishmania (pasożyta wywołującego leiszmaniozy). W czapeczce z Leishmanii zmetylowane w pozycji 2' są aż cztery pierwsze nukleozydy łańcucha mRNA, a dwa z nich są także dodatkowo zmetylowane w obrębie zasady azotowej – z tego względu nazwano ją czapeczką 4.

## Biosynteza
Charakterystyczną cechą czapeczki jest to, że jest ona dołączana do końca 5' cząsteczki mRNA, a nie do końca 3', jak przy wydłużaniu łańcucha RNA podczas transkrypcji. Proces ten zachodzi kotranskrypcyjnie i rozpoczyna się, gdy w wyniku działania polimerazy RNA II łańcuch RNA osiągnie długość 20–30 par zasad.
W pierwszym etapie transferaza guanylowa przenosi resztę guanylową z GTP na koniec 5' RNA. W rezultacie powstaje wiązanie 5'-5' trójfosforanowe. Między resztami rybozy znajdują się trzy reszty fosforanowe, z których jedna pochodzi od GTP, a dwie z macierzystego łańcucha RNA. Następnie metylotransferaza guaninowa przenosi resztę metylową na atom azotu w pozycji 7 guaniny. Podczas syntezy czapeczki 1 dodatkowo metylacji ulega grupa 2'-hydroksylowa rybozy w pierwszym nukleotydzie pochodzącym z łańcucha mRNA. Proces ten jest katalizowany przez inny enzym z grupy metylaz.
W przypadku czapeczki 2 metylacja obejmuje również grupę 2'-hydroksylową drugiego nukleotydu.

## Rola w komórce
Rolą czapeczki jest prawdopodobnie ochrona mRNA przed występującymi w komórce nukleazami. Zabezpiecza ona mRNA przed degradacją przez niektóre enzymy, przyczyniając się (przynajmniej częściowo) do większej stabilności cząsteczki w komórkach eukariotycznych, w porównaniu z komórkami prokariotycznymi, gdzie takie modyfikacje struktury mRNA nie mają miejsca, a sama cząsteczka mRNA charakteryzuje się znacznie mniejszą stabilnością. Przykładowo u eukariontów okres półtrwania mRNA wynosi od 30 minut do 24 godzin, natomiast dla większości typów mRNA bakteryjnych tylko dwie minuty. Ponadto czapeczka umożliwia rozpoznawanie mRNA przez kompleks inicjujący translację. W procesie tym kluczową rolę odgrywa białko EIF-4E, bezpośrednio wiążące się z czapeczką. Wyjątkiem od tej reguły są transkrypty mające sekwencję wewnętrznego miejsce wejścia rybosomu (IRES, od ang. internal ribosome entry site), których translacja jest od czapeczki niezależna. Czapeczka jest również potrzebna do hamowania translacji w procesie interferencji RNA.